# Talitriator eastwoodae
Talitriator eastwoodae is een vlokreeftensoort uit de familie van de Talitridae. De wetenschappelijke naam van de soort is voor het eerst geldig gepubliceerd in 1913 door Methuen.